# Nesoenas picturatus

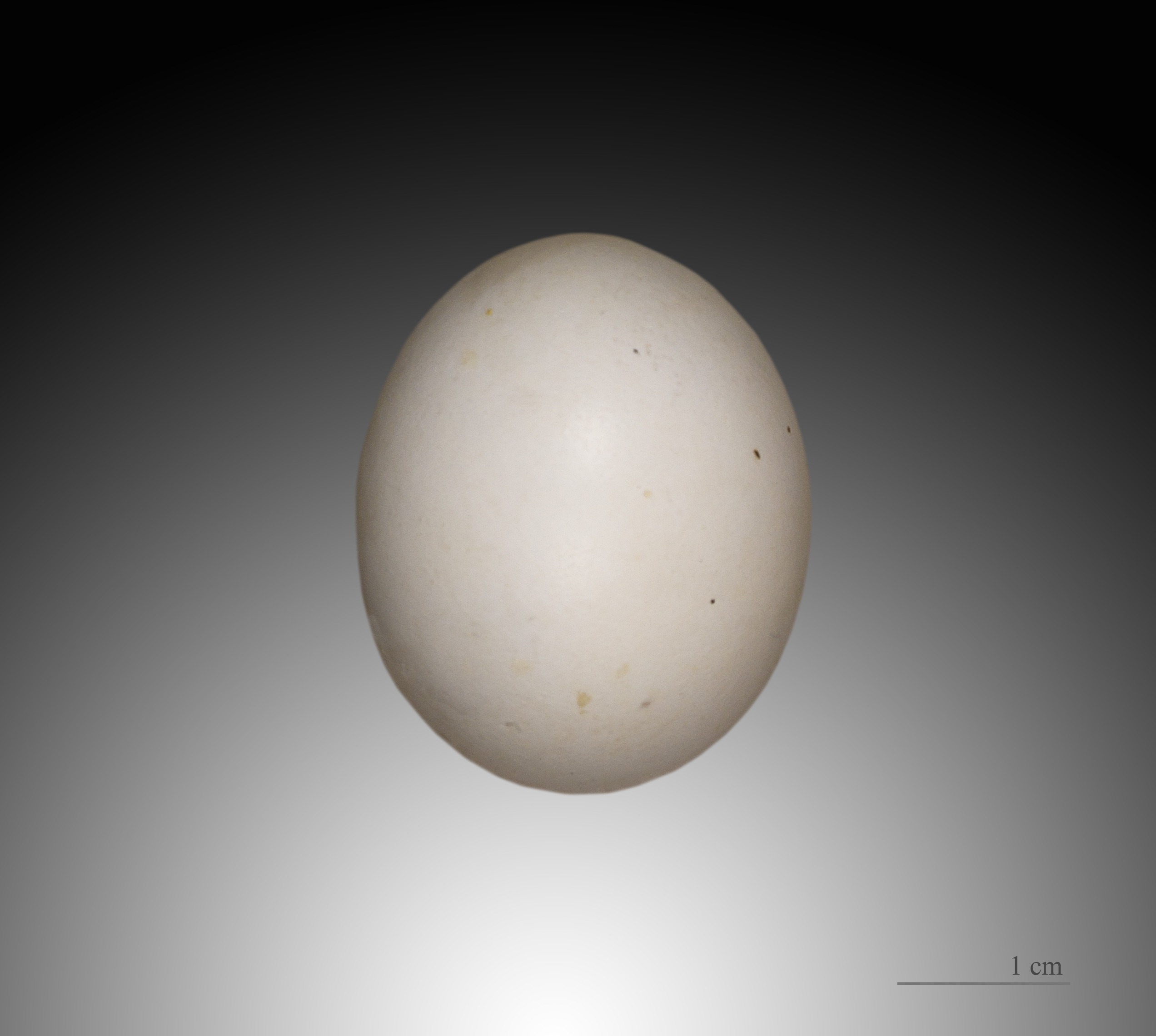
Uovo di Nesoenas picturatus

La tortora del Madagascar (Nesoenas picturatus (Temminck, 1813)) è un uccello della famiglia Columbidae.

## Distribuzione e habitat
La specie è presente in Madagascar e nelle isole Mauritius, Mayotte, Réunion e Seychelles.
Popola la foresta pluviale, sino a 2000 m di altitudine.

## Tassonomia
Descritta nel 1813 da Coenraad Jacob Temminck come Columba picturata, la specie è stata successivamente assegnata al genere Streptopelia (S. picturata), da cui è stata successivamente segregata nel genere Nesoenas.

Sono state descritte le seguenti sottospecie:
- N. picturatus picturatus (Temminck, 1813)
- N. picturatus rostratus  (Bonaparte, 1855)
- N. picturatus aldabranus  (P.L.Sclater, 1872)
- N. picturatus coppingeri  (Sharpe, 1884)
- N. picturatus comorensis  (Newton, E, 1877)